# Torsäule
Le Torsäule est un sommet des Alpes, à 2 588 m d'altitude, dans les Alpes de Berchtesgaden, et particulièrement dans le chaînon du Hochkönigstock, en Autriche (land de Salzbourg).